# The Sneeze
The Sneeze è un cortometraggio muto del 1914 diretto da Hay Plumb.

## Trama
Il corteggiatore di una ragazza starnutisce ripetutamente e viene scambiato per il complice di un ladro.

## Produzione
Il film fu prodotto dalla Hepworth.

## Distribuzione
Distribuito dalla Hepworth, il film - un cortometraggio in una bobina - uscì nelle sale cinematografiche britanniche nell'aprile 1914.
Fu distrutto nel 1924 dallo stesso produttore, Cecil M. Hepworth. Fallito, in gravissime difficoltà finanziarie, Hepworth pensò in questo modo di poter almeno recuperare il nitrato d'argento della pellicola.